# Xian de Shandan
Le xian de Shandan (山丹县 ; pinyin : Shāndān Xiàn) est un district administratif de la province du Gansu en Chine. Il est placé sous la juridiction de la ville-préfecture de Zhangye.

## Démographie
La population du district était de 194 901 habitants en 1999.